# Grand Haven
Grand Haven é uma cidade localizada no estado americano de Michigan, no Condado de Ottawa.

## Demografia
Segundo o censo americano de 2000, a sua população era de 11.168 habitantes.
Em 2006, foi estimada uma população de 10.573, um decréscimo de 595 (-5.3%).

## Geografia
De acordo com o United States Census Bureau tem uma área de
19,1 km², dos quais 15,0 km² cobertos por terra e 4,1 km² cobertos por água. Grand Haven localiza-se a aproximadamente 187 m acima do nível do mar.

## Localidades na vizinhança
O diagrama seguinte representa as localidades num raio de 16 km ao redor de Grand Haven.